# Tetsuo Okamoto
Tetsuo Okamoto (Marília, 20 de março de 1932 – Marília, 2 de outubro de 2007) foi um nadador brasileiro.
Foi o primeiro atleta a ganhar uma medalha olímpica na história da natação brasileira, uma medalha de bronze, conquistada nos Jogos Olímpicos de Verão de 1952 em Helsinque, nos 1500 metros livre. No ano anterior já havia sido o primeiro campeão pan-americano da natação, com a medalha de ouro nos 400 metros livre e nos 1500 metros livre, na primeira edição dos Jogos Pan-Americanos, em Buenos Aires.

## Trajetória esportiva
Okamoto procurou o esporte porque sofria de asma. Suas primeiras braçadas foram no Yara Clube, de Marília. Em 1950, depois de competir nos Estados Unidos com os atletas norte-americanos e japoneses, descobriu que precisava mudar o método de treinamento. Na época, nadava 1500 metros por dia, e foi orientado pelos estrangeiros a treinar muito mais. Passou a nadar 10 mil metros, e a mudança deu certo.
Em janeiro de 1951, quebrou o recorde sul-americano pela primeira vez. Ele nadou os 1500 metros livre em 19m24s3, baixando em 40 segundos o recorde brasileiro e em 13 segundos o recorde sul-americano.
Participou dos Jogos Pan-Americanos inaugurais, os Jogos Pan-Americanos de 1951, em Buenos Aires, onde ganhou duas medalhas de ouro nos 400 metros livre e nos 1500 metros livre, e uma medalha de prata nos 4x200 metros livre; nos 1500 metros livre, ele quebrou novamente seu recorde sul-americano.
De volta ao Brasil, foi recebido como herói em Marília, a cidade natal, que decretou feriado municipal. Enquanto desfilava em carro aberto, sua casa era assaltada, mas os ladrões foram presos. Okamoto chegou a recusar um carro oferecido pela comunidade japonesa como prêmio pelo resultado inédito na Argentina. Como era atleta amador, temia que o presente pudesse ser visto como pagamento e, consequentemente, profissionalização, e lhe tirasse a chance de ir aos Jogos de Helsinque.
Ainda em Buenos Aires, não houve muita comemoração pelas medalhas no Pan. A Argentina vivia sob ditadura e os atletas ficaram hospedados em acampamento militar. A alimentação era de caserna, não estavam nem aí, contava Okamoto. Mas o jantar em um restaurante de Buenos Aires, com direito a um bife, serviu de festa pelo ouro nos 1500 metros; foi o máximo de luxo concedido ao herói brasileiro.
Três semanas após o Pan, Okamoto quebrou o recorde sul-americano dos 400 metros livre, marcando 4m41s5; o recorde sul-americano desta prova nunca tinha estado nas mãos de um brasileiro.
No Campeonato Sul-Americano de Lima, no Peru, em março de 1952, Tetsuo ganhou a medalha de ouro nos 400, 800 e 1500 metros livres.
Nas Olimpíadas de 1952 em Helsinque, Okamoto competiu nos 1500 metros livre, a prova mais difícil da natação, contra o norte-americano James McLane e o havaiano Ford Konno, entre outros; na prova do dia 3 de agosto de 1952, Okamoto chegou em terceiro, recebendo a primeira medalha olímpica do Brasil na natação. Nessa prova, ele ganhou as eliminatórias com um tempo de 19m05s6, novo recorde sul-americano. Na final, ganhou a medalha de bronze com o novo recorde sul-americano de 18m51s3. Este recorde duraria dez anos.
Suas marcas na natação proporcionaram o convite para frequentar o Agriculture Mechanic College, no Texas, onde estudou geologia e nadou até o final do curso; de volta ao Brasil, dedicou-se à vida profissional e nunca mais competiu.
Morreu aos 75 anos, vítima de insuficiência respiratória e cardíaca. Okamoto também sofria com problemas renais e fazia hemodiálise.